# Changchengita
La changchengita és un mineral de la classe dels sulfurs, que pertany al grup de la cobaltita. Rep el nom de Changcheng, el nom romanitzat de la Gran Muralla de la Xina.

## Característiques
La changchengita és un sulfur de fórmula química IrBiS. Cristal·litza en el sistema isomètric. La seva duresa a l'escala de Mohs és 3,5.
Segons la classificació de Nickel-Strunz, la changchengita pertany a «02.EA: Sulfurs metàl·lics, M:S = 1:2, amb Fe, Co, Ni, PGE, etc.» juntament amb els següents minerals: aurostibita, bambollaïta, cattierita, erlichmanita, fukuchilita, geversita, hauerita, insizwaïta, krutaïta, laurita, penroseïta, pirita, sperrylita, trogtalita, vaesita, villamaninita, dzharkenita, gaotaiïta, al·loclasita, costibita, ferroselita, frohbergita, glaucodot, kullerudita, marcassita, mattagamita, paracostibita, pararammelsbergita, oenita, anduoïta, clinosafflorita, löllingita, nisbita, omeiïta, paxita, rammelsbergita, safflorita, seinäjokita, arsenopirita, gudmundita, osarsita, ruarsita, cobaltita, gersdorffita, hol·lingworthita, irarsita, jol·liffeïta, krutovita, maslovita, michenerita, padmaïta, platarsita, testibiopal·ladita, tolovkita, ullmannita, wil·lyamita, mayingita, hollingsworthita, kalungaïta, milotaïta, urvantsevita i reniïta.

## Formació i jaciments
Va ser descrita gràcies a les mostres trobades a dos indrets de la República Popular de la Xina: el dipòsit de crom i d'elements del grup del platí de Gaositai, i els placers del riu Wulie. Tots dos llocs són força propers i es troben dins el comtat de Chengde, a Hebei, sent els únics a tot el planeta on ha estat descrita aquesta espècie mineral.